# Николевка
Николевка — село в Балаковском районе Саратовской области, в составе сельского поселения Натальинское муниципальное образование.
Население — 461 (2010).

## История
Основано как владельческая деревня в 1833 году при речке Берёзовке, давшей населённому пункту его альтернативное название. В 1852 году была построена православная церковь во имя Архангела Михаила. Согласно Списку населённых мест Российской империи по сведениям за 1859 год казённое село Николевка (Берёзовка) располагалась между Волгским и Хвалынскими трактами на расстоянии 49 вёрст от уездного города и относилась к Николаевскому уезду Самарской губернии. В селе насчитывалось 182 двора, имелась православная церковь.
После крестьянской реформы Николевка стала волостным селом Николевской волости. Согласно населённых мест Самарской губернии по сведениям за 1889 год в Николевке проживали 1912 жителей (русские и мордва православного и стаообрядческого вероисповеданий), имелось 362 двора. Земельный надел составлял 8835 десятин удобной и 359 десятины неудобной земли, имелись волостное правление, церковь, приемный покой (больница), земская школа, 10 ветряных мельниц, проводились 2 ярмарки. В 1897 году была освящена новая церковь. Согласно переписи 1897 года в селе проживал 1981 человек, из них православных - 1940.
Согласно Списку населённых мест Самарской губернии 1910 года село населяли бывшие государственные крестьяне, преимущественно русские, православные и раскольники, 1453 мужчины и 1477 женщин, в селе имелись церковь, земская и церковно-приходская школы, волостное правление, приёмный покой, работали фельдшер и акушерка, 1 механическая и 9 ветряных мельниц. Помимо православных, в Николевке также проживала небольшая старообрядческая община беглопоповцев.
В 1926 году Николевка являлась центром одноимённых волости и сельсовета в составе Пугачёвского уезда Самарской губернии. В селе насчитывалось 478 дворов (из них 418 крестьянских), проживали 1000 мужчин и 1161 женщина. Дореволюционные школы были преобразованы в новую начальную, Михаило-Архангельская церковь была закрыта и впоследствии разрушена. В 1935 году открылась машинно-тракторная станция. В 1931 года Николевская школа стала семилетней, в 1939 году - средней.
На фронтах Великой Отечественной войны погибли 235 жителей села. В 1968 году открылся детский сад. В 1974 году школа переехала в новое здание. В поздний советский период в Николевке размещалась центральная усадьба колхоза имени Дзержинского. В начале 1990-х годов началась газификация села. Бывший колхоз имени Дзержинского стал подсобным хозяйством Балаковского предприятия "Химволокно". Однако в 1999 года ООО "Николевка" было признано банкротом.

## Физико-географическая характеристика
Село находится в Заволжье, при реке Берёзовка, на высоте около 25-30 метров над уровнем моря. В окрестностях села распространены чернозёмы южные и лугово-чернозёмные почвы.
Село расположено примерно в 26 км по прямой в северо-восточном направлении от районного центра города Балаково. По автомобильным дорогам расстояние до районного центра составляет 33 км, до областного центра города Саратов - 200 км, до Самары - 260 км.
Климат
Климат умеренный континентальный (согласно классификации климатов Кёппена - Dfa). Многолетняя норма осадков - 501 мм. Наибольшее количество осадков выпадает в июне (53 мм), наименьшее в марте - 28 мм. Среднегодовая температура положительная и составляет + 5,8 °С, средняя температура самого холодного месяца января -11,5 °С, самого жаркого месяца июля +22,2 °С.
Часовой пояс
Николевка, как и вся Саратовская область, находится в часовой зоне МСК+1. Смещение применяемого времени относительно UTC составляет +4:00.

## Население
Динамика численности населения по годам:
| Годы      | 1889 | 1897 | 1910 | 1926 | 2002 |
| --------- | ---- | ---- | ---- | ---- | ---- |
| Население | 1912 | 1981 | 2930 | 2161 | 505  |

| 2002 | 2010 |
| ---- | ---- |
| 506  | ↘461 |

Национальный состав
Согласно результатам переписи 2002 года русские составляли 92 % населения села.